# Sport-Informations-Dienst
Sport-Informations-Dienst (SID) est une agence de presse allemande spécialisée dans le sport.

## Histoire
SID est fondé le 15 septembre 1945 par Alfons Gerz (de). Elle commence comme une filiale de Pressebüro Roebel, agence de presse économique et culturelle, à Düsseldorf. Elle prend le nom de SID en avril 1946 et publie trois fois par semaine comme les autres journaux de la Ruhr puis s'ouvre aux radios et à la télévision. Son premier client à l'automne 1945 est la NWDR.
Son premier bureau est créé en 1949 à Hambourg par Jupp Wolff et Werner Schneider (de). Deux ans plus tard, l'agence est présente à Francfort-sur-le-Main avec Theo Bourquin. L'agence de Munich ouvre en 1969 et celle de Berlin, en 1983.
À ses débuts, SID utilise les lignes téléphoniques des forces d'occupation britanniques. En 1962, un service de messagerie téléphonique pour les nouvelles sportives est mis en place, puis aussi par Hellschreiber. SID s'associe à Deutscher Depeschendienst (de) en 1971 pour exploiter son réseau de télécommunications, et avec l'Agence d'information catholique (de) en 1963 pour son réseau radio. Le site Internet ouvre en 1997. En 2005, SID est présent sur le réseau FTP. En 2010, elle commence la production de films et la distribution de photos de sport.
En 1972, SID prend son indépendance économique. En 1997, l'Agence France-Presse, via sa filiale en Allemagne, acquiert une participation majoritaire grâce aux héritiers d'Alfons Gerz. Depuis 1998, SID est une filiale en propriété exclusive de l'AFP. En mai 2012, Yacine Le Forestier, rédacteur en chef du bureau de l'AFP à Bruxelles, devient celui de SID.
En 2009, SID crée une filiale "SID Sportmarketing & Communication Services GmbH", qui fusionne en juin 2011 avec une autre société sœur "cosmos-pps Kommunikations". SID Marketing propose ses services d'organisation d'événements sportifs à des entreprises et des associations.
En 2010, l'entreprise déplace son siège de Neuss à Cologne, dans les locaux de J.P. Bachem Verlag (de).